# Conus sutanorcum
Conus sutanorcum é uma espécie de gastrópode do gênero Conus, pertencente a família Conidae.